# 南大山满族乡
南大山满族乡是中华人民共和国辽宁省葫芦岛市兴城市下辖的一个民族乡。

## 行政区划
南大山满族乡下辖以下村级行政区划单位：
南大山村、红旗村、前夹山村、后夹山村、三家村、水关村、后午村、北大村、陈胖村、北英村、前五台村、新民村、北岭村、接火台村和满屯村。